# Przysięga (serial telewizyjny)
Przysięga (tur. Yemin) – turecki serial obyczajowy emitowany na antenie Kanal 7 od 18 lutego 2019 do 9 października 2022. W Turcji liczba odcinków wynosi 503.
Polska premiera serialu odbyła się 3 września 2019 na antenie TVP1. Polski nadawca stosuje odmienny w stosunku do oryginału podział treści na odcinki; ma to związek z tym, że jeden odcinek tureckiego oryginału ma długość ok. 50–70 minut, a Telewizja Polska emituje produkcję w epizodach 45-minutowych.

## Fabuła
Reyhan urodziła się na wsi i dorastała w tradycyjnej rodzinie. Po śmierci matki, przybrany wuj Hikmet zabiera Reyhan do Stambułu i prosi, aby poślubiła jego syna, Emira. Początkowo Reyhan opiera się, lecz na wieść o chorobie wuja, przystaje na jego prośbę. Emir, prowadzący wolne i beztroskie życie, również nie jest zainteresowany małżeństwem. Ostatecznie przymuszony do ślubu mężczyzna dąży do zakończenia małżeństwa. Prawnik Kemal samotnie wychowuje córkę, Masal. Po rozstaniu z matką dziewczyny, mężczyzna unika relacji z kobietami, aż do momentu, gdy poznaje Leylę.

## Obsada
- Gökberk Demirci jako Emir Tarhun
- Özge Yağız jako Reyhan Tarhun (sezony 1–2[3])
- Cansu Tuman jako Feride
- Setenay Süer jako Gülperi Tarhun
- Can Verel jako Kemal Tarhun
- Ceyda Olguner jako Cemre

Źródło:

## Spis serii
| Seria | Emisja premierowa ( Kanal 7) | Emisja premierowa ( Kanal 7) | Emisja premierowa ( Kanal 7) | Emisja w Polsce ( TVP1) | Emisja w Polsce ( TVP1) | Emisja w Polsce ( TVP1) |
| Seria | Odcinki                      | Rozpoczęcie                  | Zakończenie                  | Odcinki                 | Rozpoczęcie             | Zakończenie             |
| ----- | ---------------------------- | ---------------------------- | ---------------------------- | ----------------------- | ----------------------- | ----------------------- |
| 1     | 1–70 (70)                    | 18 lutego 2019               | 31 maja 2019                 | 1–103 (103)             | 3 września 2019         | 6 lutego 2020           |
| 2     | 71–245 (175)                 | 9 września 2019              | 8 maja 2020                  | 104–369 (266)           | 7 lutego 2020           | 11 marca 2021           |
| 3     | 246–350 (105)                | 7 września 2020              | 27 czerwca 2021              | 370–571 (202)           | 12 marca 2021           | 28 stycznia 2022        |
| 4     | 351–503 (153)                | 17 września 2021             | 9 października 2022          | 572–838 (267)           | 31 stycznia 2022        | 29 marca 2023           |

## Nagrody i nominacje
| Rok  | Nagroda           | Kategoria                      | Rezultat  |
| ---- | ----------------- | ------------------------------ | --------- |
| 2020 | 2020 Güzel Awards | Najlepsza aktorka (Özge Yağız) | Nominacja |
| 2020 | 2020 Güzel Awards | Najlepsza para (Reyhan i Emir) | Nominacja |
| 2020 | 2020 Güzel Awards | Najlepszy serial telewizyjny   | Nominacja |